# 益城町立飯野小学校
益城町立飯野小学校（ましきちょうりつ いいのしょうがっこう）は、熊本県上益城郡益城町にある小学校。

## 沿革
- 1875年（明治8年）4月 - 公立円林小学校創立。
- 1886年（明治19年）4月 - 東無田小学校を合併し木崎支校設置
- 1893年（明治26年）11月 - 飯野尋常小学校と改称
- 1903年（明治34年）6月 - 島田校を合併
- 1904年（明治35年）4月 - 赤井校を合併
- 1905年（明治36年）6月 - 飯野尋常高等小学校と改称
- 1930年（昭和5年）3月 - 現在地移転
- 1941年（昭和16年）4月 - 飯野国民学校と改称
- 1947年（昭和22年）4月 - 飯野村立飯野小学校と改称
- 1954年（昭和29年）4月 - 益城町立飯野小学校と改称